# Advanced Crew Escape Suit

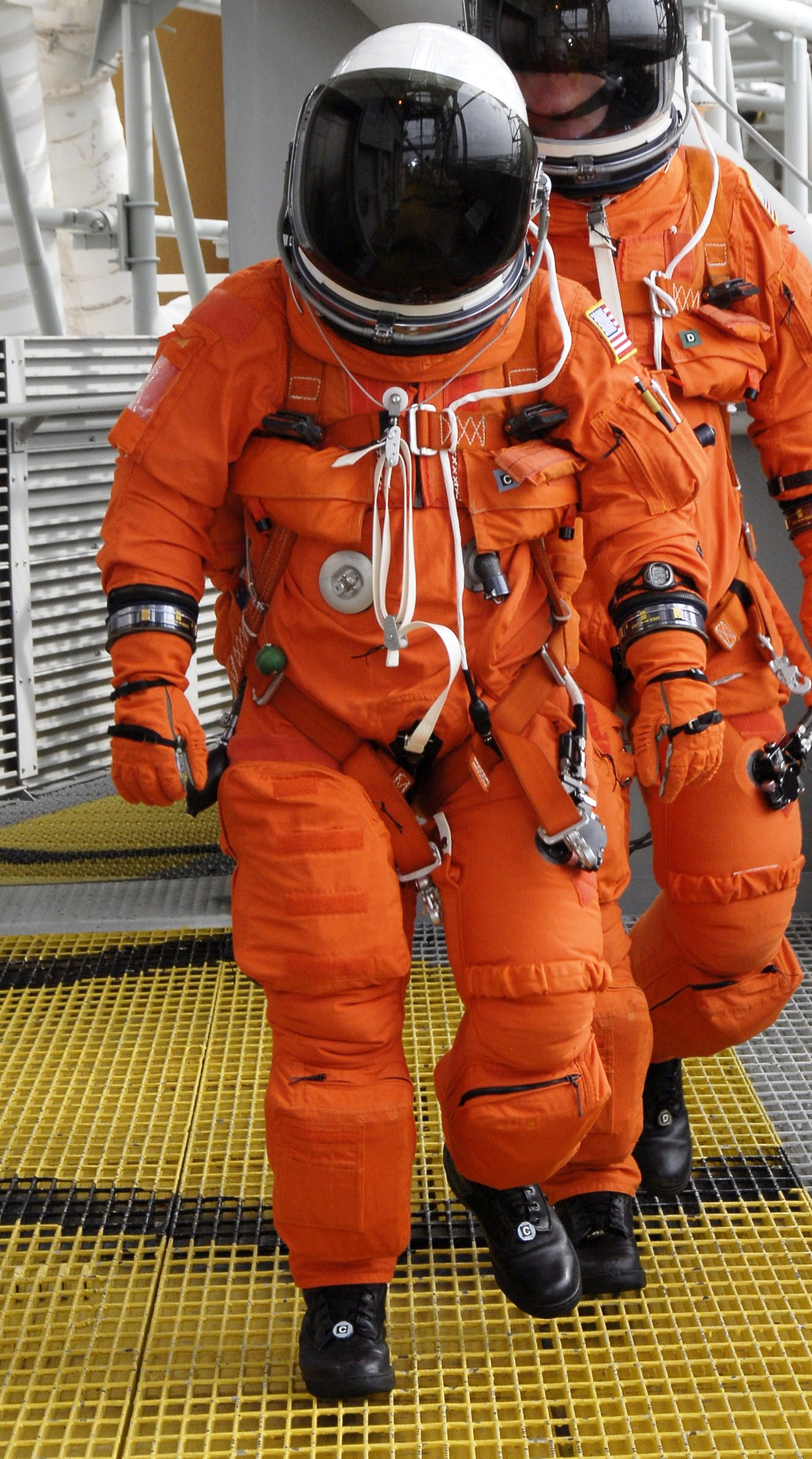
Advanced Crew Escape Suit.

L'Advanced Crew Escape Suit, plus communément désignée par son acronyme ACES et surnommée pumpkin suit (« combinaison citrouille »), est une combinaison pressurisée et spatiale qui a été portée par les équipages de la navette spatiale américaine de la National Aeronautics and Space Administration (NASA) après la mission STS-65 en 1994 jusqu'au retrait de l'avion spatial en 2011. Elle permet à un astronaute de faire face à un événement de décompression s'il survenait dans la navette spatiale (combinaison intravéhiculaire) et de s'éjecter de la navette spatiale à une altitude modérée. Elle inclut une réserve d'oxygène fournissant une autonomie de 10 minutes. Contrairement à la Launch Entry Suit (LES) qu'elle remplace c'est une combinaison complètement pressurisée. La pression est maintenue à 0,26 bar via un flexible connecté au système de support de vie de l'avion spatial. Elle comprend  un parachute et un système de flottaison. Sa couleur orange est choisie pour permettre un repérage plus facile dans l'océan. La masse de la combinaison est 12,7 kilogrammes auxquels s'ajoutent 29 kg pour le parachute et le système de survie. Elle a été fabriquée par la David Clark Company à 63 exemplaires entre 1987 et 1989.

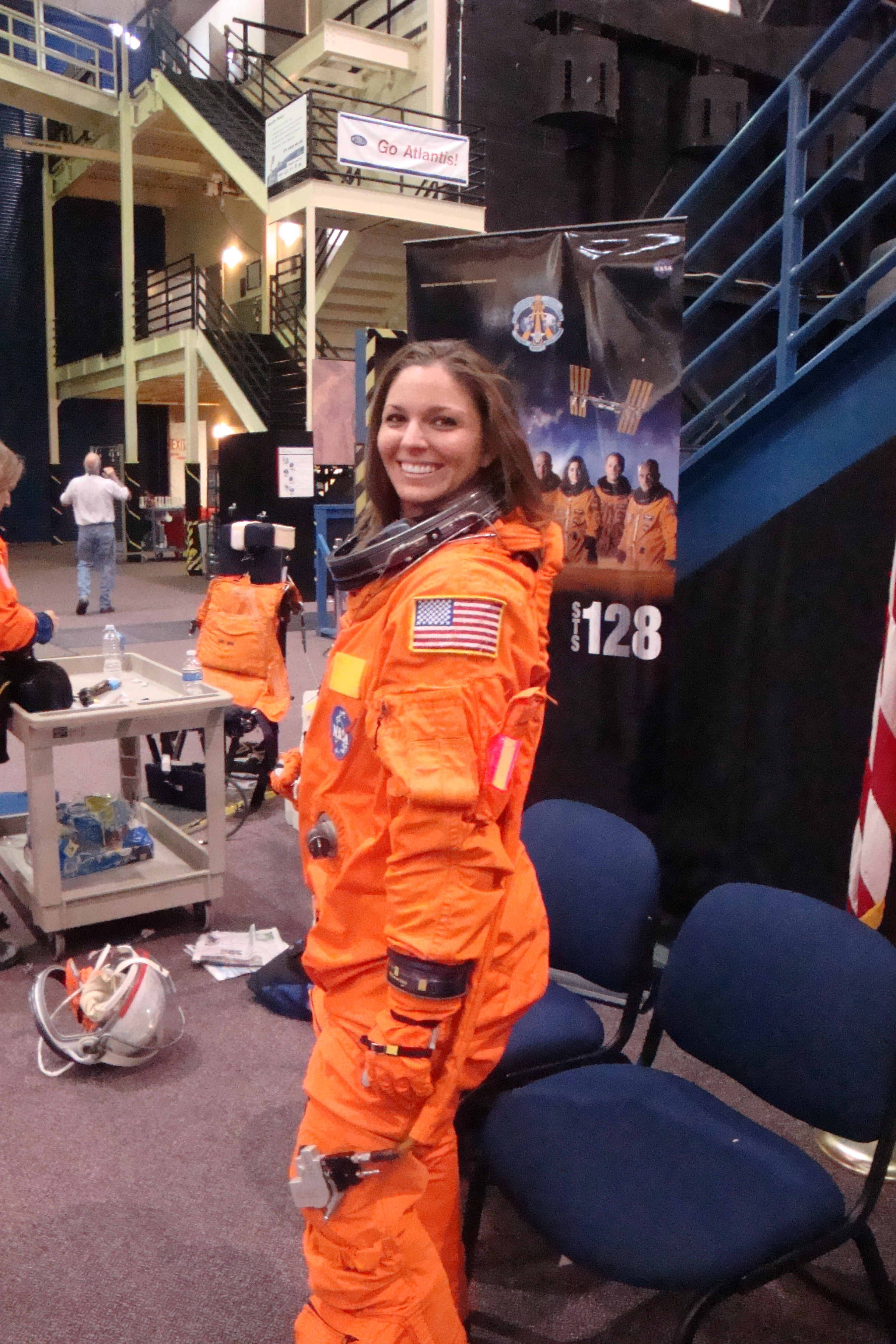
Amber Gell.
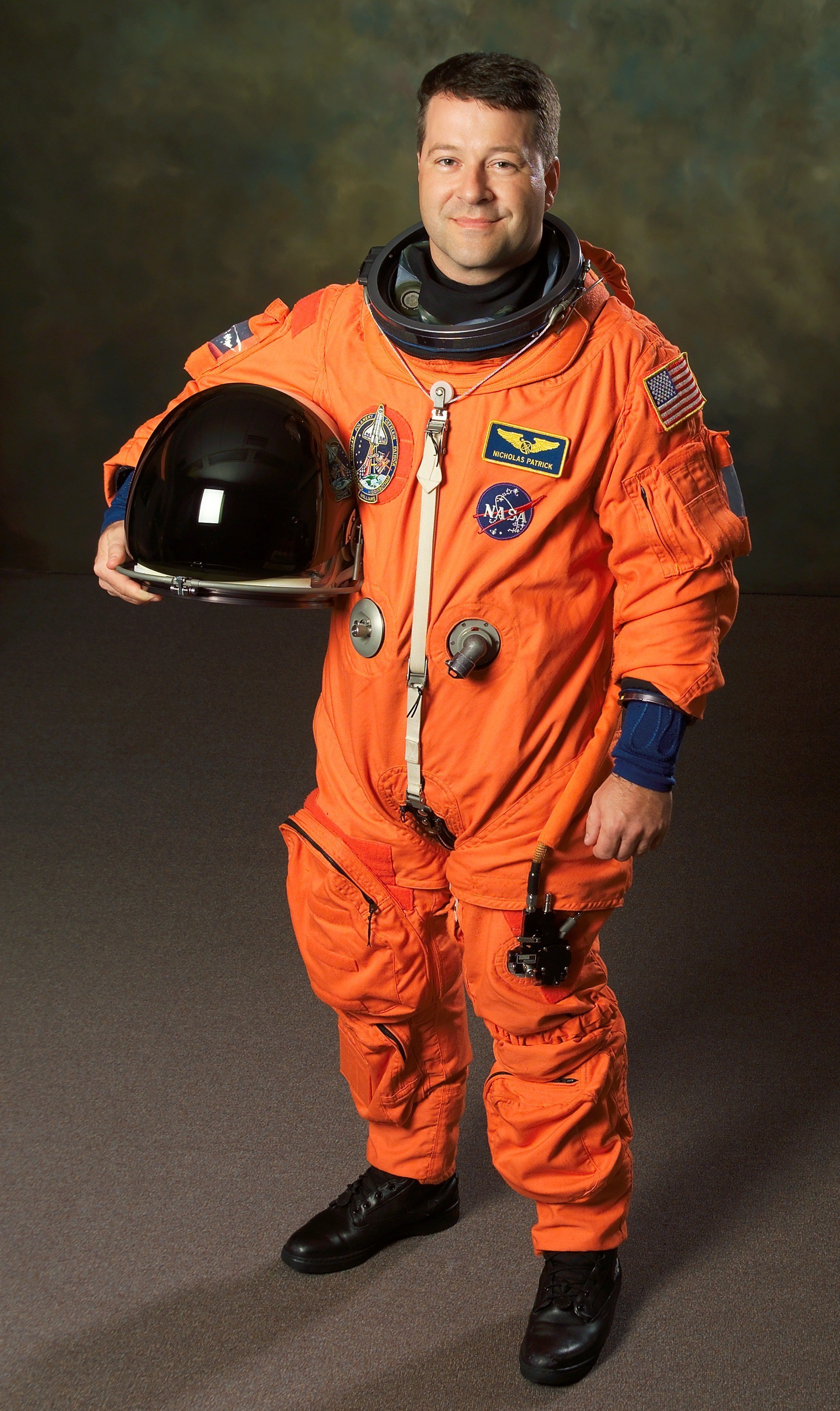
Nicholas Patrick.